# Anticlea separata
Anticlea separata là một loài bướm đêm trong họ Geometridae.